# جائزة المكسيك الكبرى 1987
جائزة المكسيك الكبرى 1987 هو سباق فورمولا 1 أقيم بتاريخ 18 أكتوبر 1987 في مدينة مكسيكو، المكسيك. كان الرابع عشر من أصل 16 في بطولة العالم لسباقات الفورمولا واحد موسم 1987. حلّ البريطاني نايجل مانسيل أولا بينما جاء البرازيلي نيلسون بيكيه في المركز الثاني وحصل على المركز الثالث الإيطالي ريكاردو باتريس.